# رابرت هاگمن
رابرت هاگمن (انگلیسی: Robert Hagmann؛ زادهٔ ۲ آوریل ۱۹۴۲) دوچرخه‌سوار اهل [[سست.